# Кордиерит

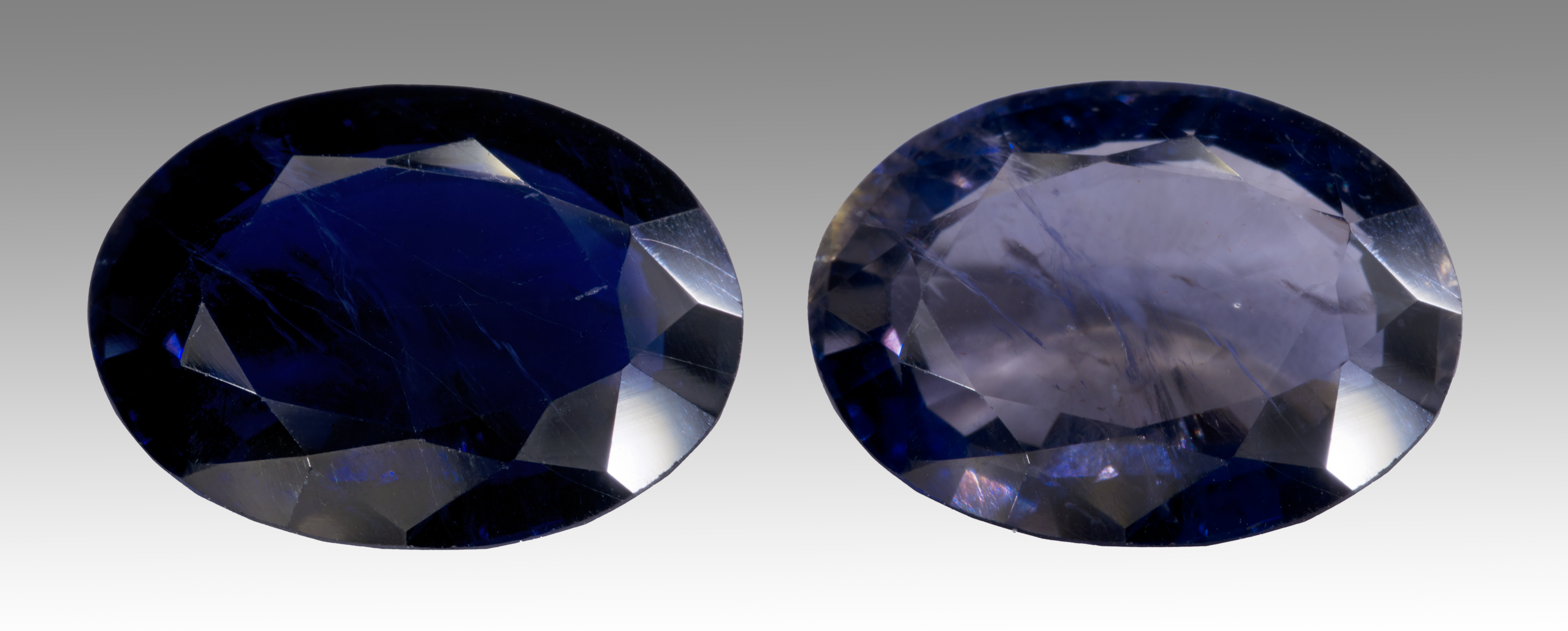
Плеохроизм кордиерита

Кордиери́т (штейнгейлит, дихрои́т, иоли́т, водяной сапфир, рысий сапфир) —  минерал, алюмосиликат магния и железа. Химический состав выражается формулой (Mg,Fe)2[Al4Si5O18]·nH2O.
Назван в честь французского горного инженера и геолога Пьера Луи Антуана Кордье (P.Cordier; 1777—1861), который, в частности, при исследовании кордиерита открыл  явление дихроизма. Происхождение синонимов, равно как и современного названия связано с сильным дихроизмом, сходством с сапфиром и фиалковым цветом. Само по себе слово «кордиерит», несмотря на его прямую связь с именем, имеет и ассоциативные корни, оно словно бы составлено из двух: корунд + дихроизм.
Штейнгейлит — устаревшее название, которое дал минералу финский химик Юхан Гадолин в честь Фабиана Готтхарда фон Штейнгейля, первым описавшего эту разновидность кордиерита.
Испанский лазулит — такое название было иногда употребительно в начале XIX века, однако позднее этот термин был забыт как заведомо неудачный.
Иолит — происходит от греческого слова (iol) фиолетовый и связано с основной (наиболее ценимой) окраской этого минерала.

## Свойства
Минерал встречается в виде призматических кристаллов, неправильных скоплений, зёрен. Кристаллы короткопризматические по габитусу, относятся к ромбической сингонии и иногда сдвойникованы таким образом, что кажутся гексагональными. Кристаллическая структура характеризуется кольцевым строением и аналогична структуре берилла. Имеется направление хорошей спайности, параллельной главной грани в зоне призмы. В соответствии с симметрией кристаллов кордиерит оптически двуосный, по большей части отрицательный. Блеск — стеклянный. 
Характерен очень сильный плеохроизм (жёлтый — тёмный сине-фиолетовый — бледно-голубой). Люминесценции нет. Легко выветривается с образованием талька, слюды и других вторичных минералов.
Образуется в условиях контактного метаморфизма за счёт горных пород, богатых алюминием и магнием. Некоторые образцы кордиерита (например, цейлонские) отличаются пятнистостью в связи с присутствием многочисленных мельчайших включений пластинчатых кристаллов гематита.

## Месторождения
Месторождения известны в Бирме (Мьянме), Бразилии, Шри-Ланке (аллювиального происхождения), Индии, Танзании, Намибии, на Мадагаскаре. В России месторождения ювелирного иолита расположены в Якутии и на Кольском полуострове.

## Применение
Ценный коллекционный минерал. Прозрачные разновидности употребляются в качестве драгоценного камня.
При огранке учитываются направления плеохроизма, чтобы не придавать слишком большую толщину темноокрашенным камням.
Благодаря свойствам плеохроизма использовался мореплавателями для определении положения Солнца при пасмурном небе (т. н. «компас викингов»). В авиации является составной частью поляризационных фильтров, служащих для определения положения Солнца после заката (на основании изменения поляризации голубого цвета в зависимости от направления наблюдения), позволяя определить положение с точностью до 2,5°, даже если оно находится ниже линии горизонта на 7°.